# Петаньці
Петаньці (словен. Petanjci) — поселення в общині Тишина, Помурський регіон, Словенія. Висота над рівнем моря: 196 м.